# Adrian Bowyer
Adrian Bowyer (Londra, 1952) è un ingegnere e matematico britannico, attualmente insegnante all'Università di Bath.

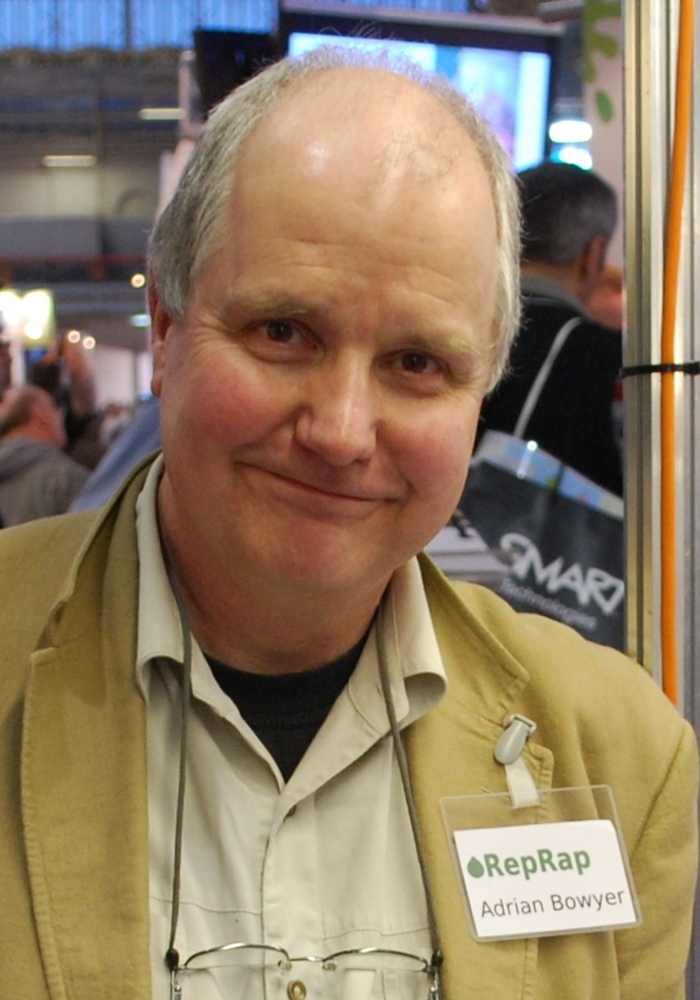
Adrian Bowyer (2009)

Mentre lavorava al dipartimento di matematica ha inventato (allo stesso tempo come David Watson) l'algoritmo Diagramma di Voronoi che porta il loro nome (l'algoritmo di Bowyer–Watson).
È attualmente senior lecturer del dipartimento di Ingegneria meccanica dell'Università di Bath e ha avviato il progetto RepRap, una stampante 3D autoreplicante open source.